# Felipe González González
Felipe González González (ur. 14 grudnia 1944 w Madrycie) – hiszpański duchowny rzymskokatolicki posługujący w Wenezueli, w latach 2014–2021 wikariusz apostolski Caroní.